# Haes (westfälisch-rheinländisches Adelsgeschlecht)

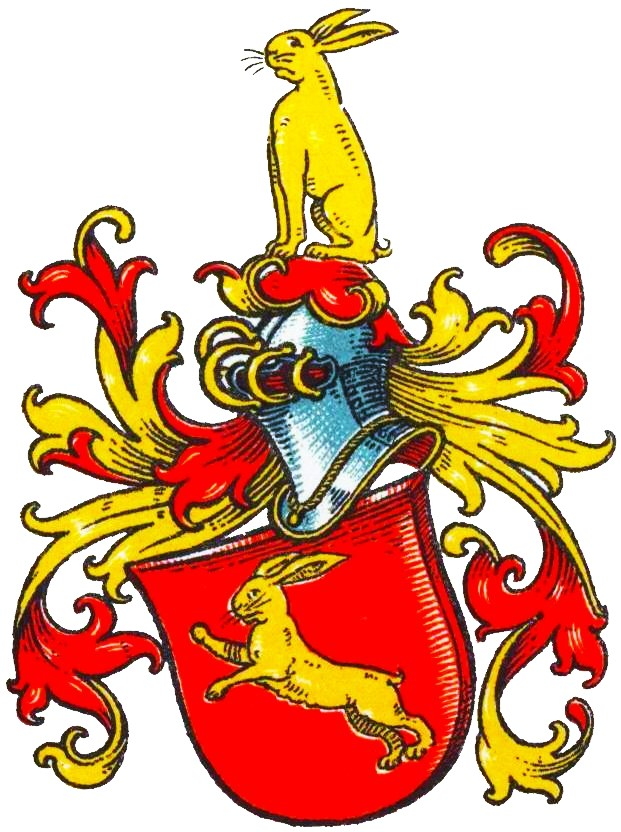
Wappen derer von Haes im Wappenbuch des Westfälischen Adels

Haas (auch: Hase, Haes o. ä.) ist der Name eines erloschenen westfälisch-rheinländischen Adelsgeschlechts.
Die Familie ist zu unterscheiden von dem gleichnamigen, aber wappenverschiedenen Kölner Patrizier- und Adelsgeschlecht Haes.

## Geschichte
Das Geschlecht war im Sauerland heimisch und kam später in das Rheinland. Die Familie besaß u. a. Haus Türnich, Haus Wocklum, Burg Frechen, Buschbell, Burg Hüls, Burg Konradsheim und Sollbrüggen. Außerdem hatten sie das Erbkämmereramt des Erzstifts Köln inne. Die Stammreiche beginnt mit Wilhelm von Haes zu Wocklum, der mit einer von Ulendorp verheiratet war. Ihr Urenkel Degenhard Haes verkaufte 1451 Hälfte an Wocklum. Er war ab 1430 mit Kunigunde Voß von Lechenich verheiratet und erbte von seinen Schwiegervater das Erbtürwärteramt des Erzbistums Köln. 1458 kaufte er von Ritter Wilhelm Quad und dessen Frau Sophia von Hemberg das Haus Türnich. Degenhard von Haes’ Enkel Johann Haes kaufte 1494 Konradsheim und 1502 Haus Boeckhem zu Sollbrüggen.

## Wappen
Blasonierung des Redenden Wappens: In Rot ein laufender goldener Hase. Auf dem Helm mit rot-goldenen Helmdecken derselbe Hase sitzend.

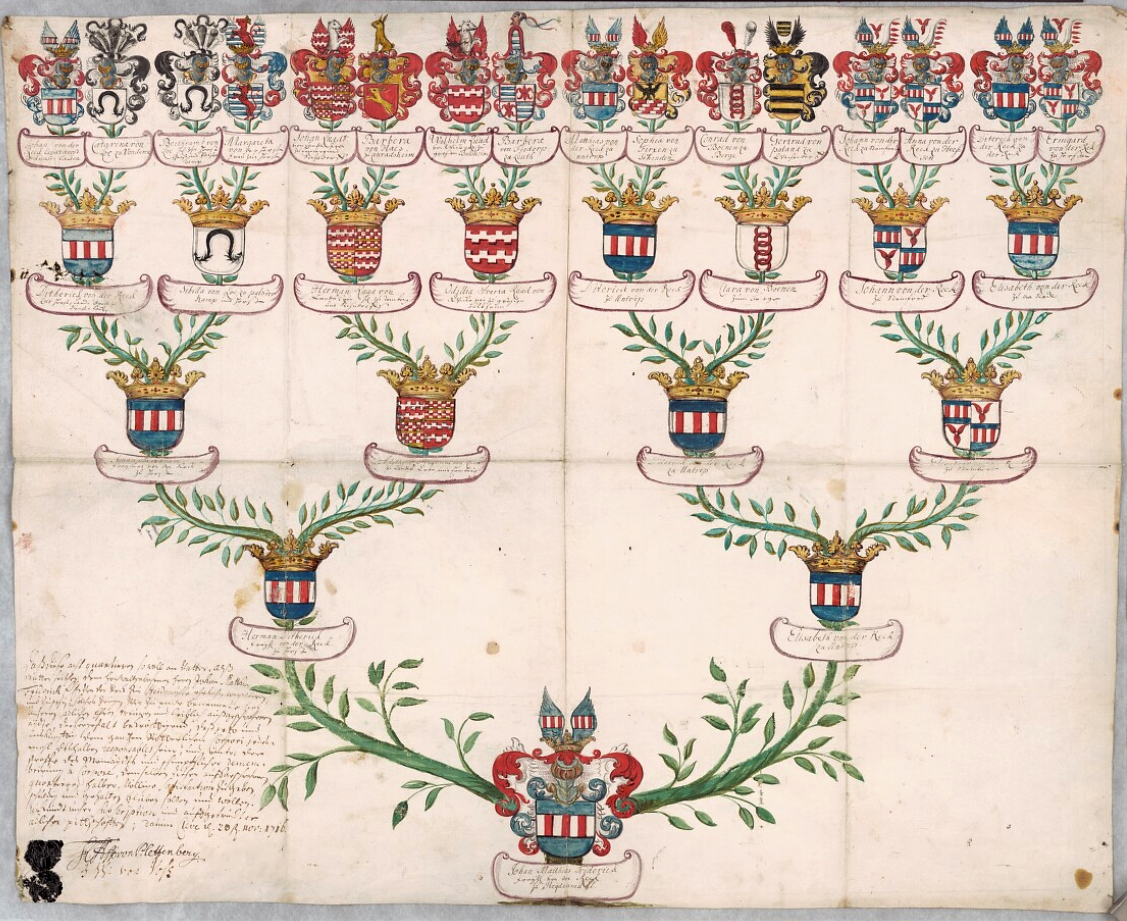
Wappen derer von Haes in einer Aufschwörung der Familie von der Recke (1714)
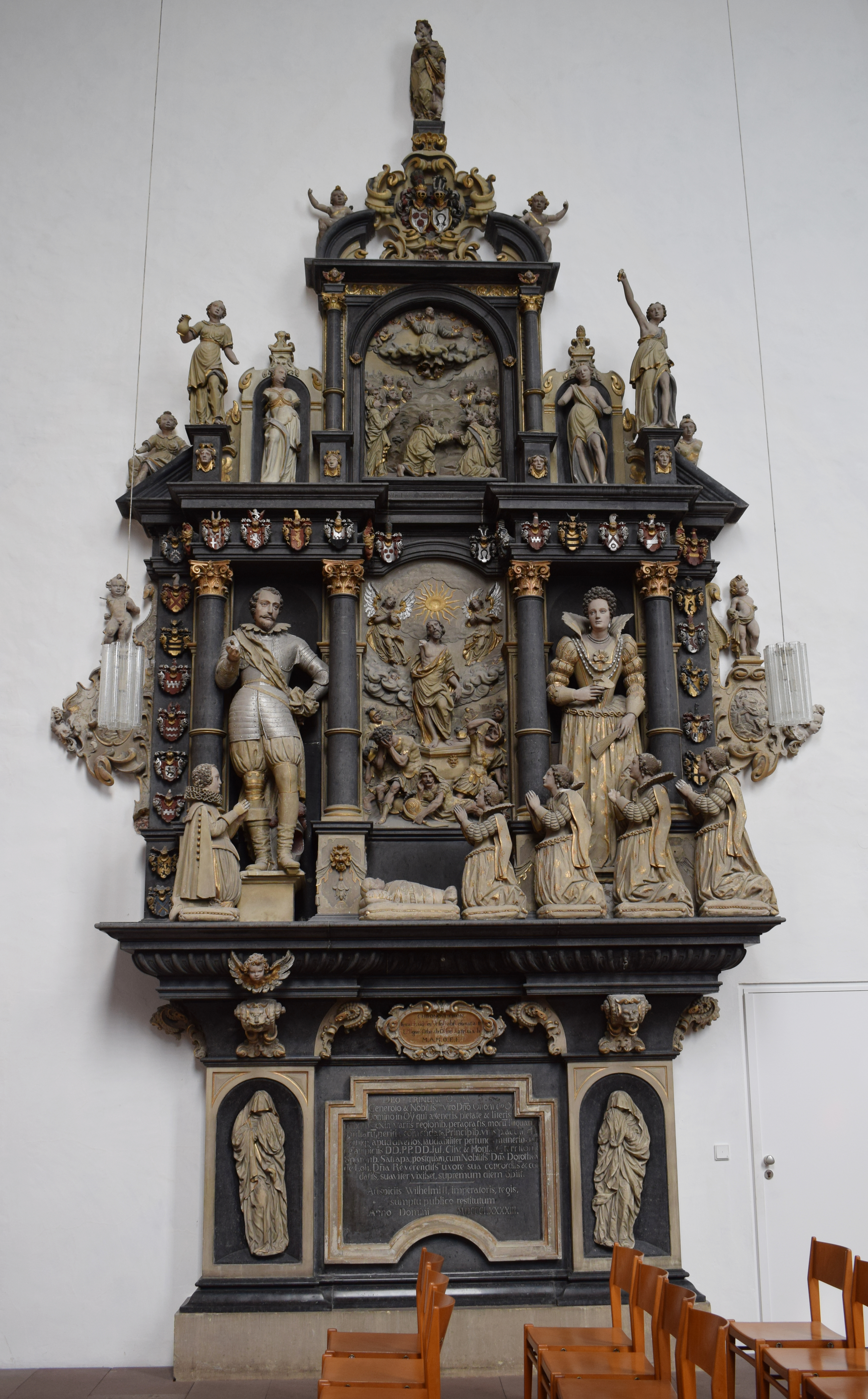
Epitaph von Oye in der Neustädter Marienkirche mit Wappen derer von Haes
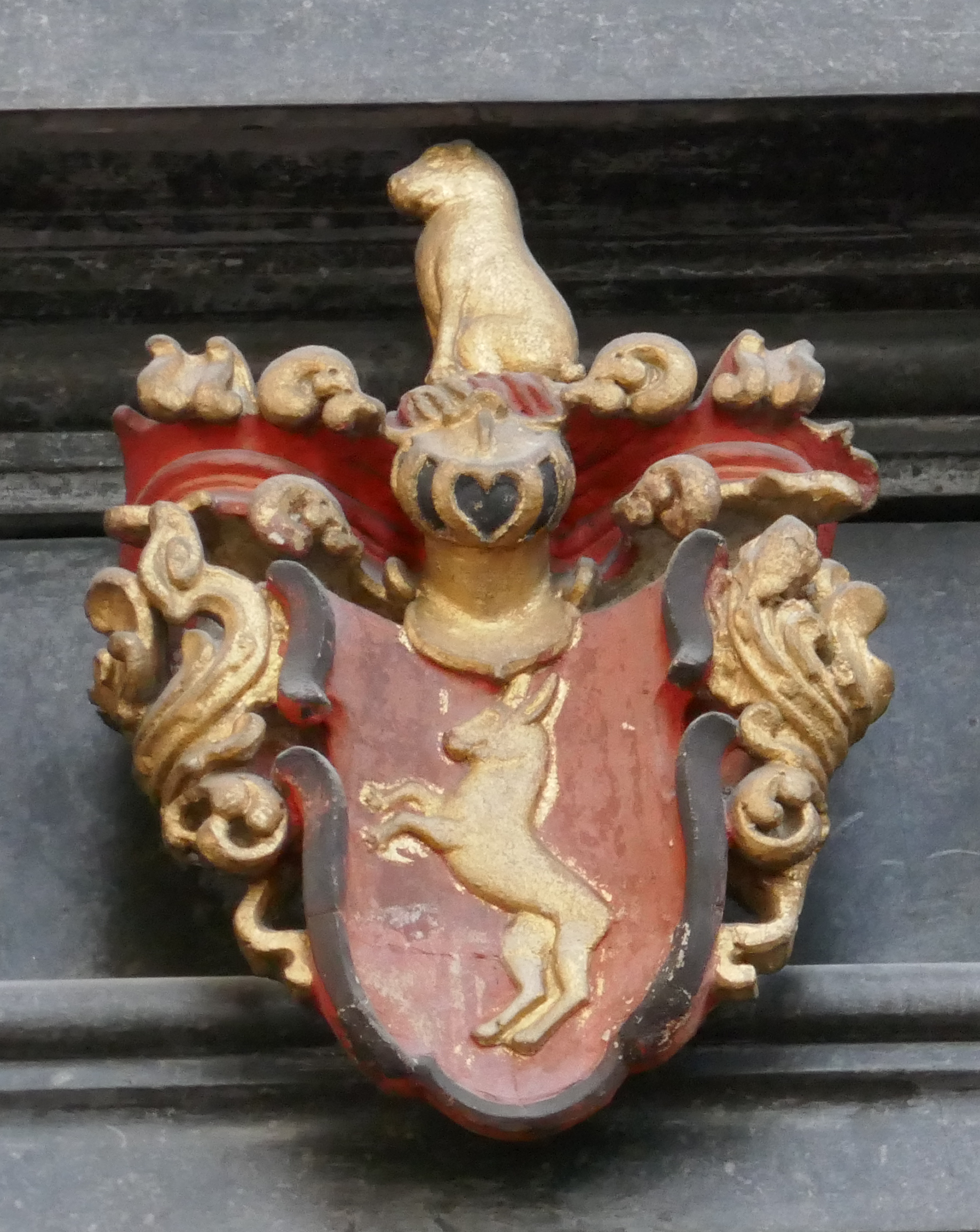
Wappen derer von Haes am Epitaph in der Neustädter Marienkirche